# Актауська ТЕЦ-1
43°37′52″ пн. ш. 51°13′20″ сх. д. / 43.63111° пн. ш. 51.22222° сх. д.
Актауська ТЕЦ-1 — теплова електростанція на заході Казахстану в прикаспійському місті Актау.
В 1962—1963 роках стали до ладу три парові котли виробництва Білгородського котельного заводу типу БМ-35, від яких, зокрема, живились дві запущені в 1962-му парові турбіни Калузького турбінного заводу типу АП-6 потужністю по 6 МВт (станційні номери 1 та 2).
В 1963 та 1965 роках ввели в дію парові турбіни Уральського турбінного заводу типу ВПТ-25-4 потужністю по 25 МВт (номери 3 та 4), крім того, в 1965-му стала до ладу парова турбіна Калузького турбінного заводу типу ПТ-25-90/10 потужністю 25 МВт (номер 5). Додаткові обсяги пари продукували чотири парові котли Барнаульського котельного заводу типу БКЗ-161-100, що стали до ладу в 1965 (два), 1966 та 1967 роках.
Наразі перша черга станції виведена з експлуатації. Також є відомості, що в 1998-му експлуатація турбіни № 5 була призупинена через незадовільний технічний стан.
ТЕЦ використовує природний газ, що надходить до регіону по трубопроводу Жанаозен — Актау.